# 北海道庁舎
北海道庁舎（ほっかいどうちょうしゃ）は北海道庁の入る庁舎。

## 概要
北海道庁が入る庁舎で、札幌市に本庁舎、別館、別館西棟、旧本庁舎（赤レンガ庁舎）がある。別館西棟を除くと旧本庁舎、別館、道議会議事堂、北海道警察本部庁舎、北海道立道民活動センター（かでる2.7）の間はすべて本庁舎と地下通路でつながっている。札幌市にある本庁舎の他、北海道内各地にも総合振興局または振興局の庁舎が設置される。出先機関（支庁出張所）の庁舎については省略する。

## 沿革

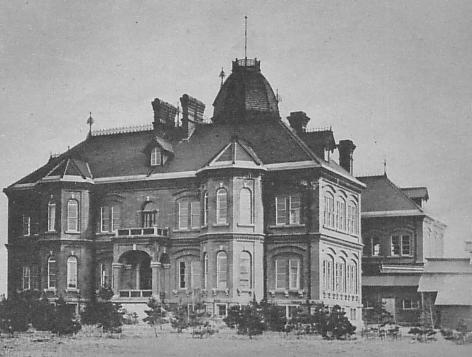
明治期の北海道庁舎

- 1869年（明治2年） - 開拓使設置、蝦夷地を北海道と改称。
- 1873年 - アメリカ人技師の設計による開拓使本庁舎が竣工[1]。
- 1882年（明治15年） - 開拓使を廃止、札幌県・函館県・根室県の3県を設置。
- 1886年（明治19年） - 3県1局を廃止し、北海道庁を設置。
- 1888年（明治21年） - 北海道庁の本庁舎（現在の赤れんが庁舎）落成。
- 1909年（明治42年）1月11日 - 赤れんが庁舎火災により内部が全焼[2]。
- 1911年（明治44年）- 赤れんが庁舎復旧工事完了
- 1947年（昭和22年） - 普通地方公共団体として北海道を設置。
- 1967年（昭和42年）- 「開拓使札幌本庁本庁舎跡および旧北海道庁本庁舎」として国の史跡に指定[3]
- 1968年 - 現在の庁舎が竣工。
- 1969年（昭和44年）- 赤れんが庁舎が重要文化財に指定。

## 各階の部署（本庁）

### 本庁舎
- 塔屋
- 12階 - 環境生活部
- 11階 - 水産林務部、北海道連合海区漁業調整委員会、北海道内水面漁場管理委員会
- 10階 - 建設部、水産林務部
- 9階 - 経済部、建設部、収用委員会事務局
- 8階 - 経済部、農政部
- 7階 - 農政部、水産林務部
- 6階 - 保健福祉部
- 5階 - 総務部、総合政策部、保健福祉部
- 4階 - 総務部、総合政策部、北海道選挙管理委員会事務局
- 3階 - 知事室、副知事室、総合政策部、総務部
- 2階 - 総合政策部、出納局、自治労全道庁札幌総支部
- 1階 - 総合政策部、出納局、部署ではないが、北洋銀行道庁支店、郵便局、JTB北海道、ドトールコーヒー北海道庁店が入居
- 地下1階 - 総務部、部署ではないが、北海道労働金庫道庁支店、セイコーマート北海道庁店が入居
  - 食堂は、一般にも開放されている。

### 別館
- 塔屋2階
- 塔屋1階
- 12階 - 総務部

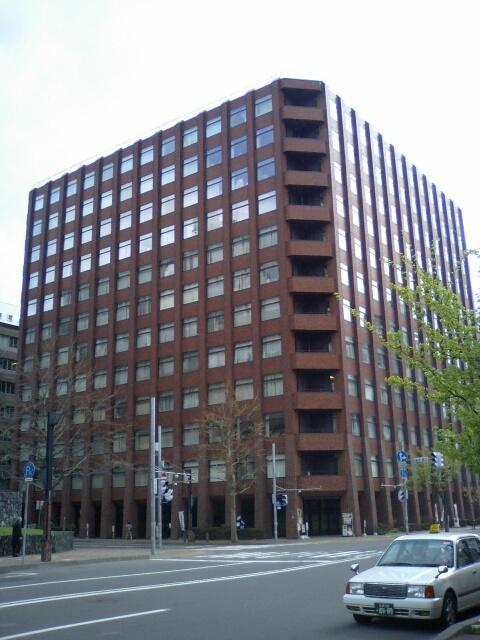
北海道庁別館

- 11階 - 監査委員事務局、人事委員会事務局、教育庁
- 10階 - 企業局、北海道労働委員会事務局
- 9階 - 総合政策部、教育庁、総務部
- 8階 - 教育庁、総務部
- 7階 - 教育庁
- 6階 - 石狩振興局、石狩教育局、教育庁
- 5階 - 石狩振興局
- 4階 - 総務部、石狩振興局
- 3階 - 総務部、札幌道税事務所、財団法人北海道職員互助会
- 2階 - 札幌道税事務所
- 1階 - 部署ではないが、ローソン、北海道銀行道庁支店、北洋銀行道庁支店別館出張所が入居
- 地下1階 - 総務部、教育庁
- 地下2階 - 総務部

### 別館西棟
- 6階 - 出納局
- 5階 -

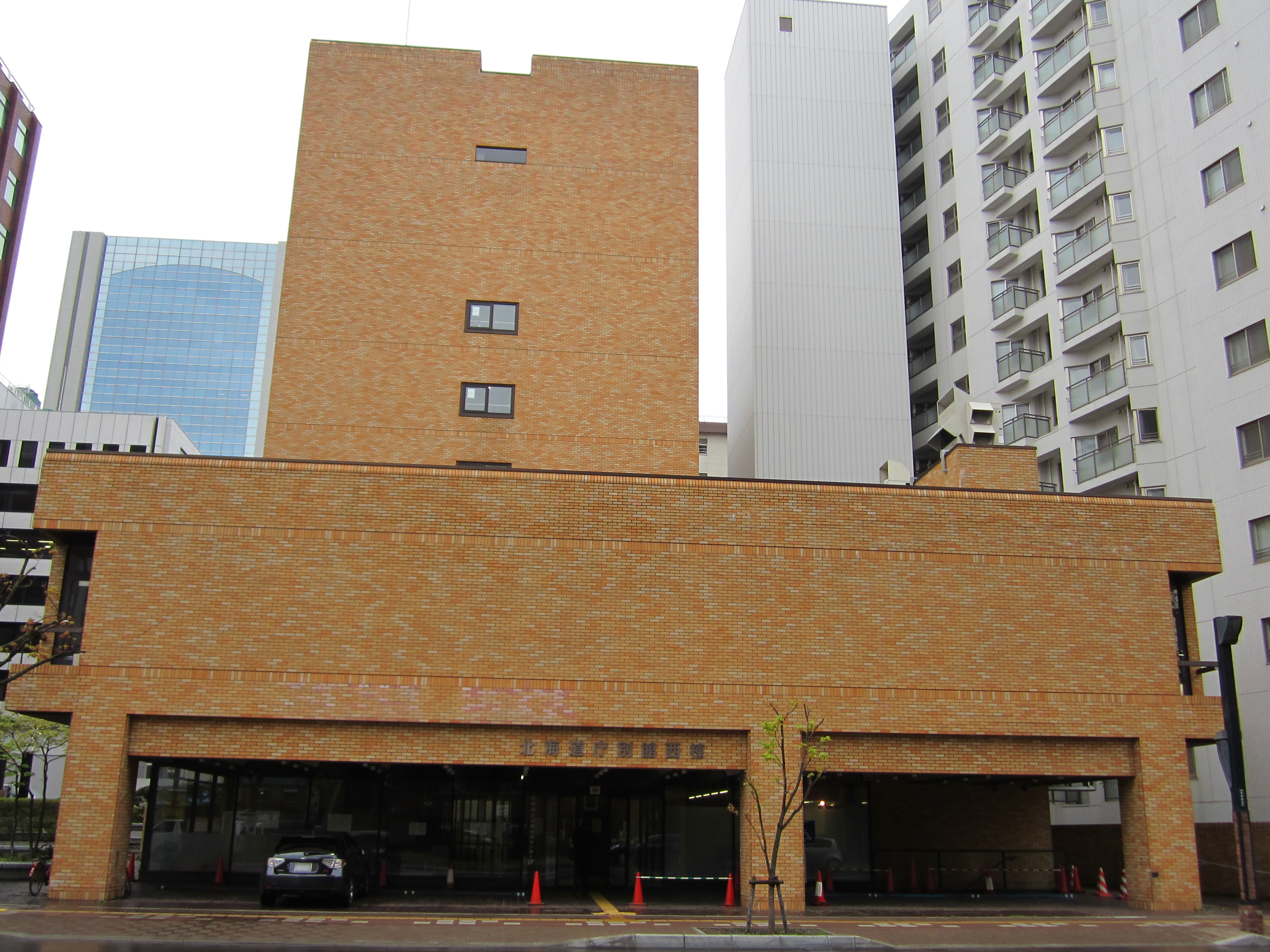
別館西棟

- 4階 - 地方独立行政法人北海道立総合研究機構
- 3階 - 財団法人北海道地域活動振興協会
- 2階 - 消費生活センター
- 1階 - 市民活動促進センター

## 各階の部署（総合振興局・振興局）

### 空知総合振興局

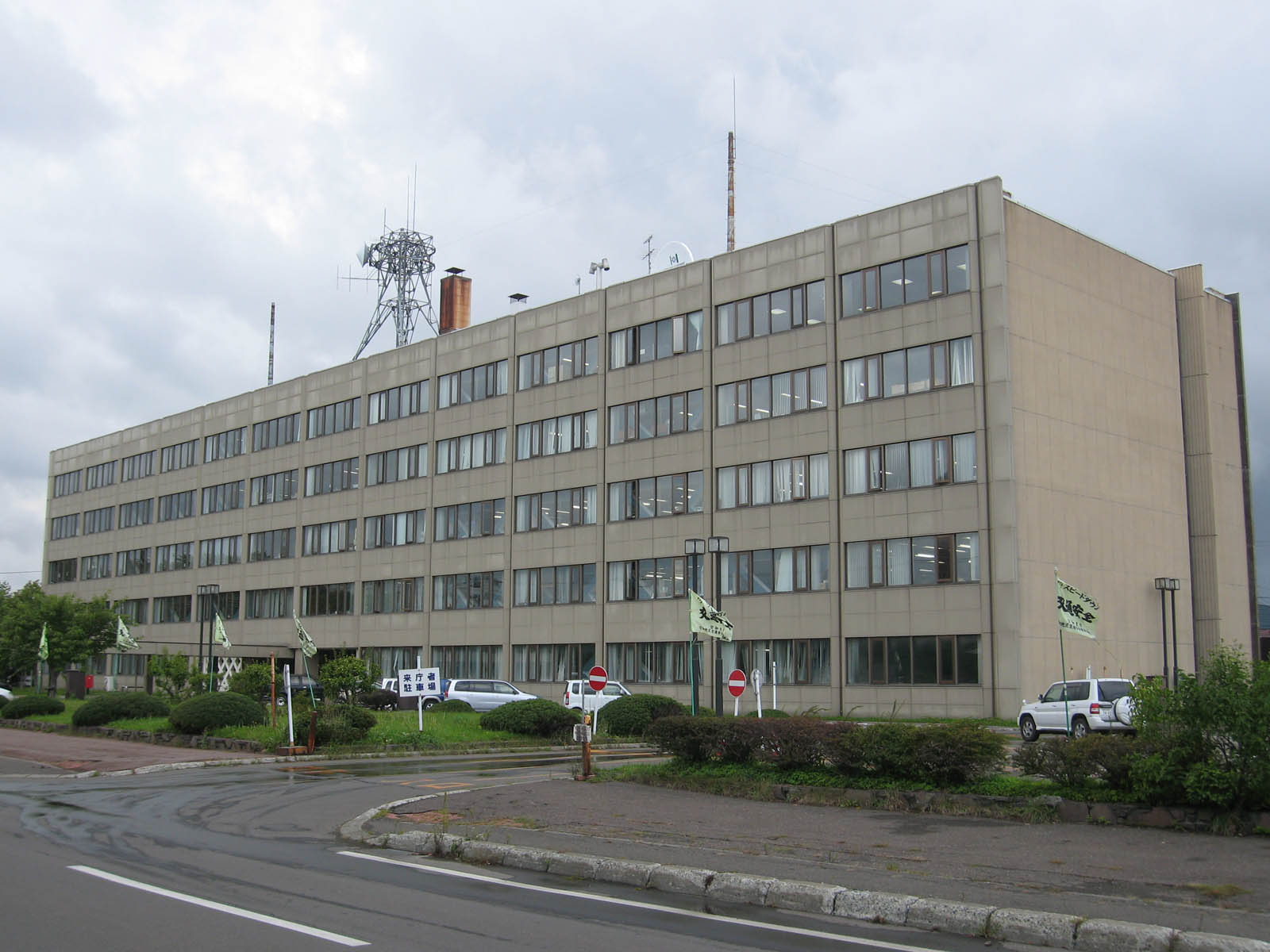
空知総合振興局

- 5階 - 地域健康づくりセンター、図書資料研修室、全道庁労組
- 4階 - 産業振興部長室、商工労働観光課、林務課、工事閲覧室・産業振興部分室、保健環境部保健福祉室社会福祉課、札幌建設管理部建設指導課
- 3階 - 地域政策部総務課、産業振興部農務課、調整課、整備課、空知教育局長室、次長室、企画総務課、生涯学習課、主幹（地域政策・生涯学習）
- 2階 - 空知総合振興局長室、副局長室、地域政策部長室、総務課、地域政策課、保健環境部保健福祉室（岩見沢保健所）技監兼保健福祉室長室、保健福祉企画課、健康推進課、子ども・保健推進課、生活衛生課、保健環境部環境生活課、空知総合開発期成会事務局、空知町村会事務局、道政記者クラブ
- 1階 - 地域政策部課税課、納税課、道税窓口、保健環境部保健福祉室（岩見沢保健所）試験検査課、診断室、X線室、総合案内窓口、道政相談室、交通事故相談室、社会福祉協議会

### 後志総合振興局

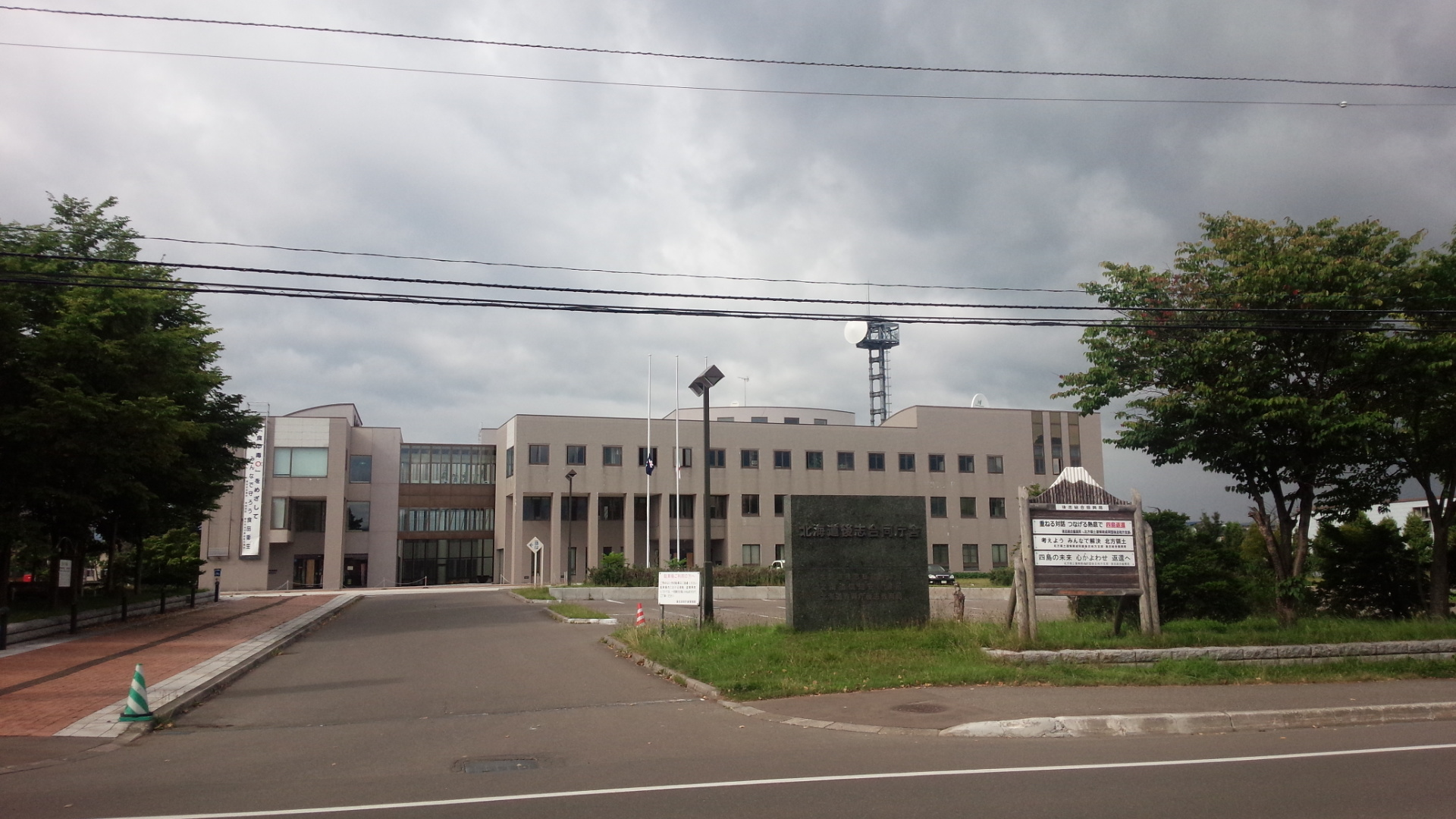
後志総合振興局

- 3階 - 農村振興課、農務課、後志町村会事務局、後志教育局、局長室、次長室、環境生活課、労働事務室
- 2階 - 総合振興局長室、副局長室、地域政策部長室、産業振興部長室、林務課、水産課、建設指導課、商工労働観光課、地域政策課、パスポート受付、総務課、総務課（会計）、記者室
- 1階 - 後志保健福祉事務所保健福祉部倶知安保健所、保健環境部長室、保健福祉室長室、第2相談室、診察室、試験検査室、健康相談所、北海道社会福祉協議会後志地区事務所、後志保健福祉事務所保健福祉部社会保健課、税務課、道民相談室、閲覧室、女性交流コーナー

### 胆振総合振興局

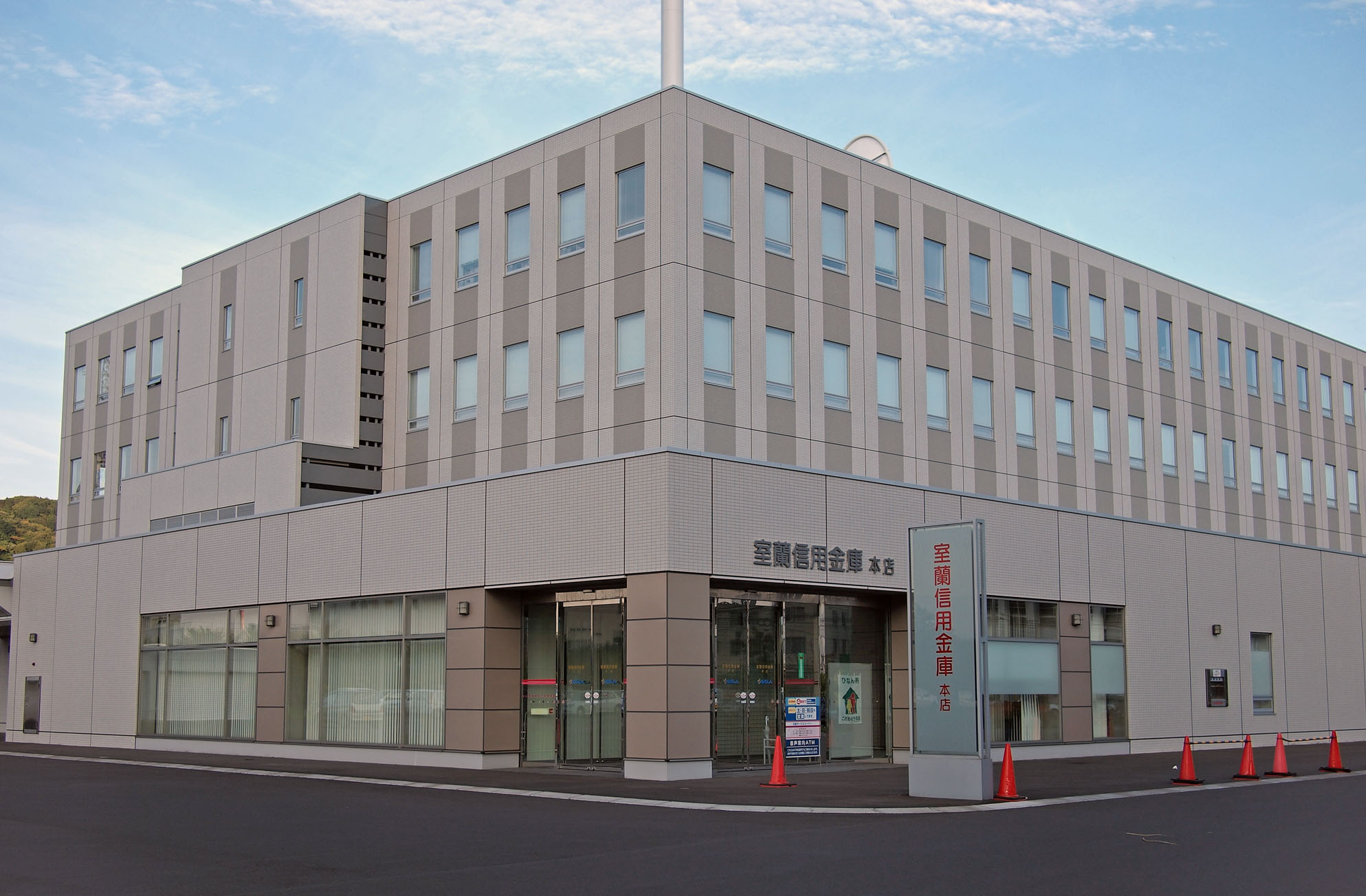
胆振総合振興局が入居するむろらん広域センタービル

- 4階 - 【胆振総合振興局】総合振興局長室、副局長室、地域政策部（総務課 地域政策課）、保健環境部（環境生活課）、産業振興部（商工労働観光課、観光室、農務課、農村振興課、林務課、水産課）、選挙管理委員会事務局胆振支所、胆振海区漁業調整委員会、産業振興部閲覧室
- 3階 - 【胆振総合振興局　室蘭建設管理部】建設行政課、建設指導課、入札契約課、用地課、管理課、地域調整課、道路課、治水課、記者室、室蘭建設管理部入札、【胆振教育局】企画総務課、教育支援課、主幹、道立学校運営支援室、【全道庁胆振総支部】
- 2階 - 【胆振総合振興局　保健環境部（室蘭保健所）】保健福祉企画課、社会福祉課、健康推進課、子ども・保健推進課、生活衛生課、試験検査課、第1・2・3相談室、【北海道社会福祉協議会胆振地区事務所】
- 1階 - 【胆振総合振興局】課税課、納税課、水産技術普及指導所、パスポート窓口、行政情報コーナー、道民ホール、【胆振町村会事務局】

### 日高振興局
- 4階 - 講堂

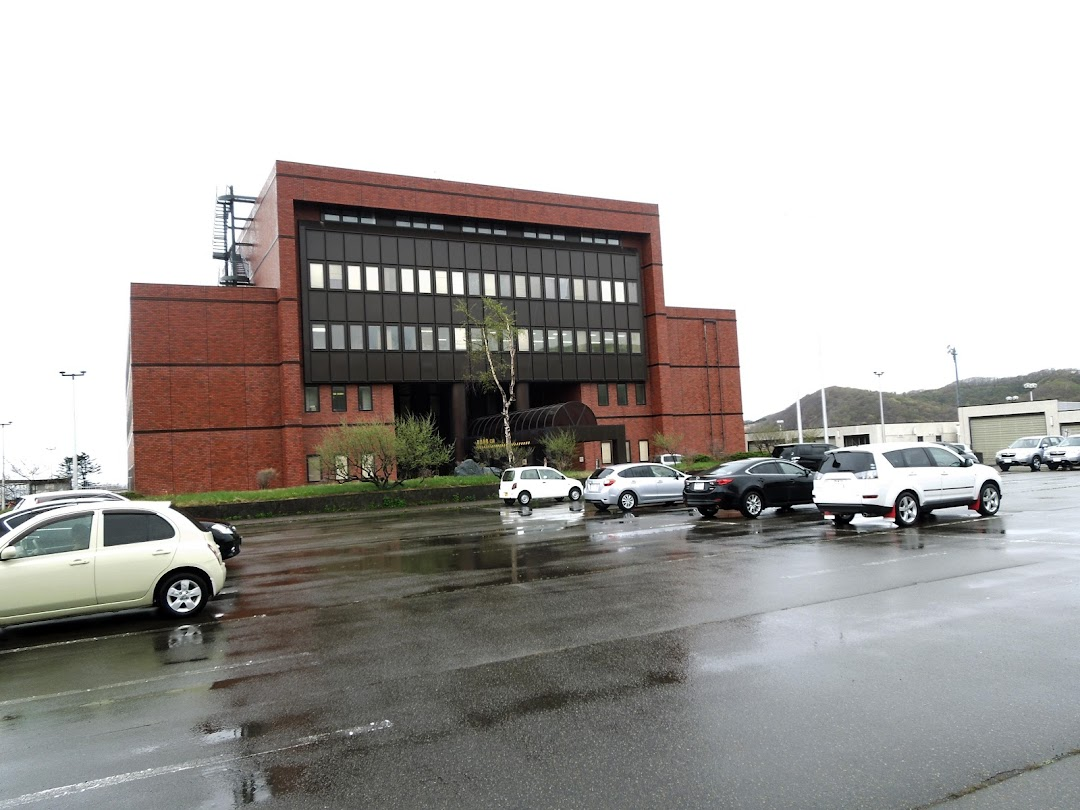
日高振興局

- 3階 - 水産課、日高海区漁業調整委員会、商工労働観光課、林務課、参事（地域調整）室、日高教育局、局長室、次長室、労働組合室、閲覧室、農務課、産業振興部長室、農村振興課
- 2階 - 振興局長室、副振興局長室、総務課（会計）、建設指導課、地域政策課、地域振興部長室、図書室、研修室、環境生活課、記者室、町村会事務局、総務課、パスポート窓口
- 1階 - 税務課、日高保健福祉事務所保健福祉部社会保健課、税務相談室、福祉相談室、道民ホール、エントランスホール、行政情報コーナー、日高地区水産技術普及指導室、生活実習室、日高農業改良普及センター日高東部支所
- 地下1階 - 社会福祉協議会

### 渡島総合振興局

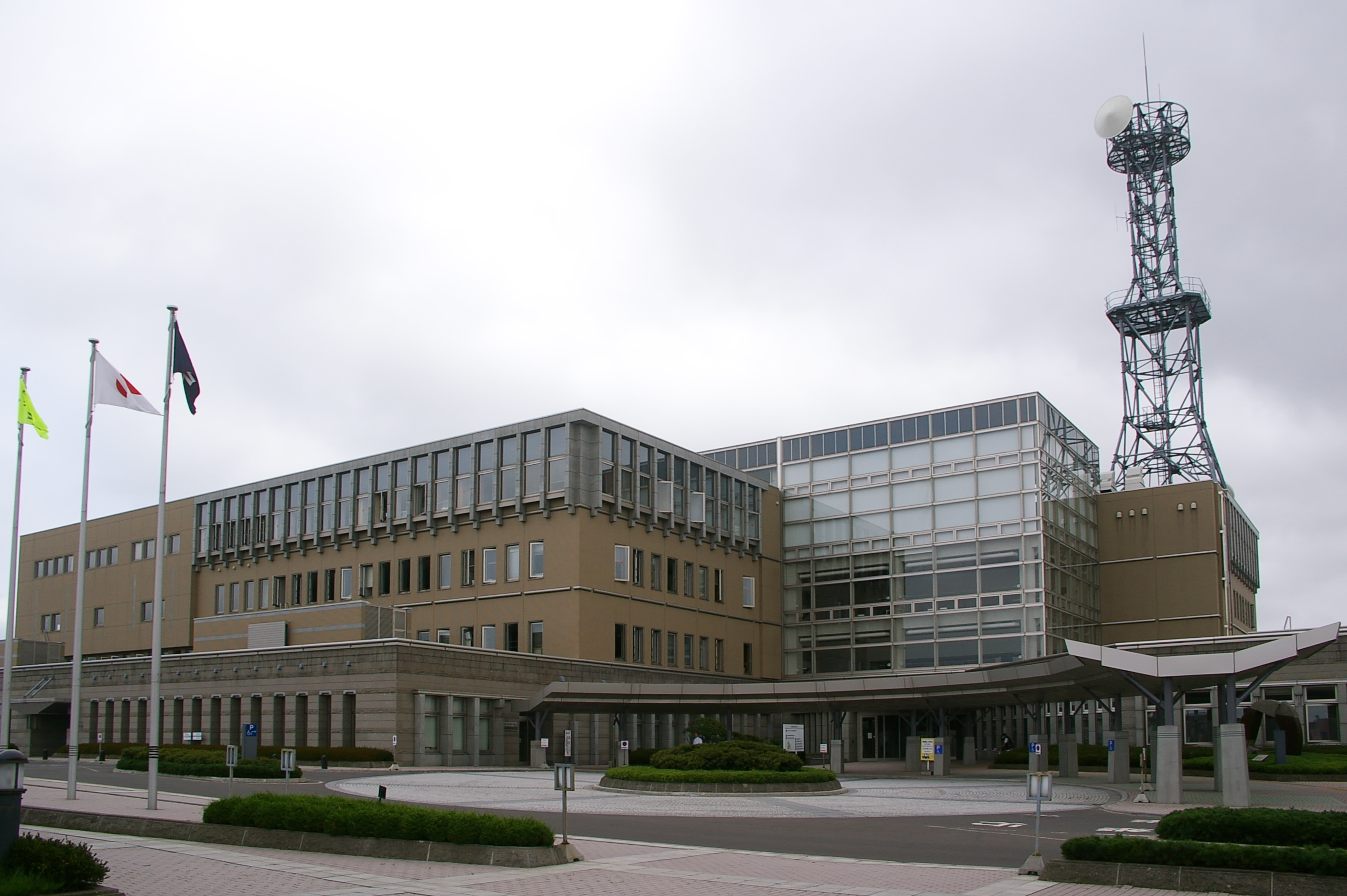
渡島総合振興局

- 4階 - 渡島教育局、局長室、次長室、実習船管理局事務室、局長室、研修室兼船員室、船長室、研修室兼船員室、自治労書記室
- 3階 - 農務課、農村振興課、総合振興局副局長室（建設管理部門）、函館建設管理部事務室、函館建設管理部長室、用地管理室長室、事業室長、閲覧室、講堂
- 2階 - 総合振興局長室、総合振興局副局長室（地域政策・保健環境・産業振興部門）、地域政策部長室、総務課、環境生活課、地域政策課、社会福祉協議会渡島地区事務所、町村会事務局、渡島・檜山地方税滞納整理機構、交通事故相談所、生活相談室、産業振興部長室、商工労働観光課、水産課、林務課、建設指導課、渡島健康づくりセンター、記者クラブ、屋上庭園
- 1階 - 課税課、納税課、保健環境部長室、保健福祉室長室、保健福祉室次長室、保健環境部保健福祉室事務室、保健福祉室社会福祉課、栄養相談室、母子相談室、保健相談室、診療所、相談室、検査事務室、検査室、渡島中部地区水産技術普及指導所、道民相談室、道民ホール、道民コーナー、パスポート室、計量検定所函館支所

### 檜山振興局
- 4階 - 講堂

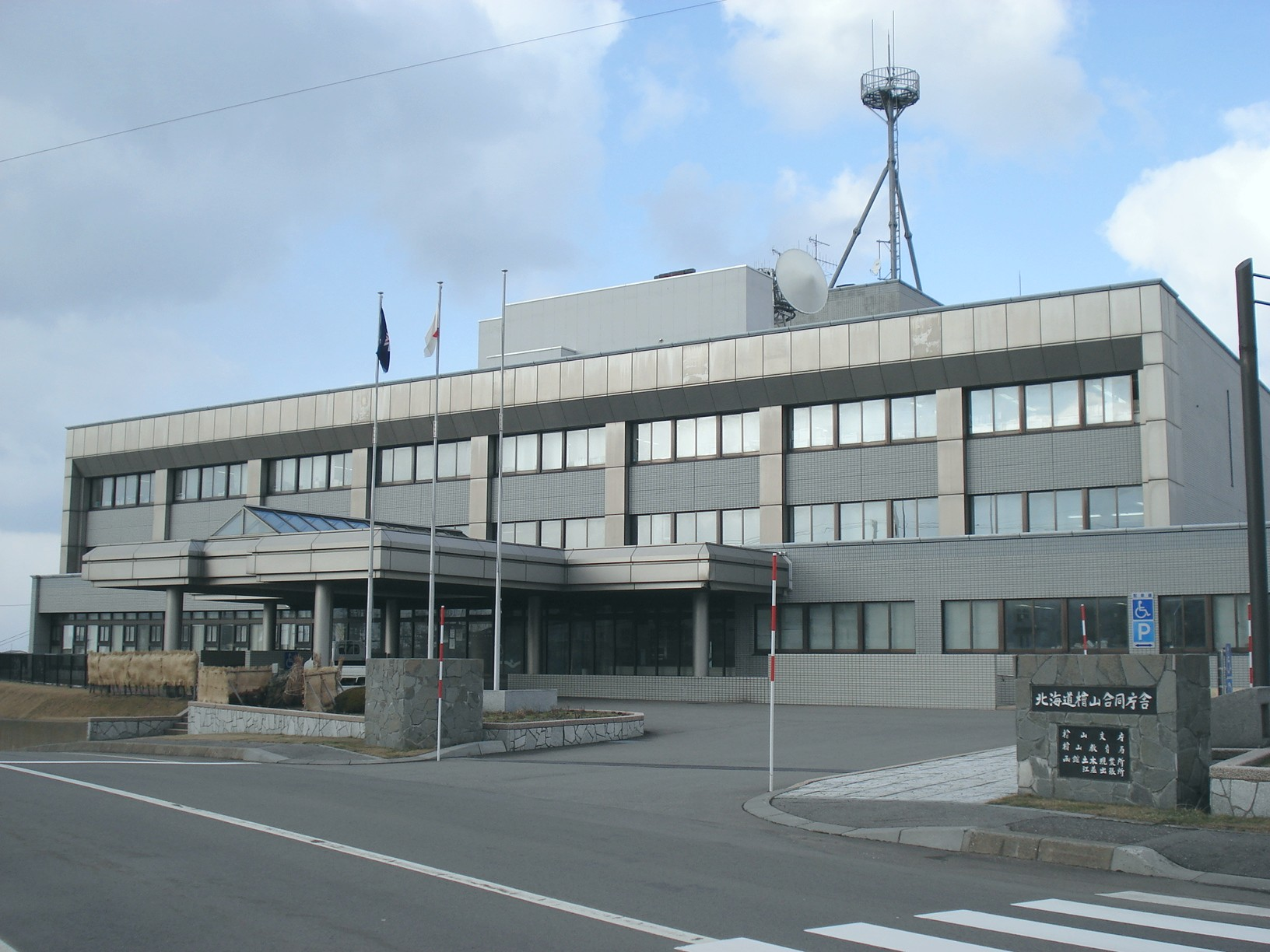
檜山振興局

- 3階 - 林務課、建設指導課、産業振興部長室、商工労働観光課、水産課、檜山教育局、教育局長室、教育局次長室、町村会事務局、診療所
- 2階 - 振興局長室、副局長、保健環境部長室、総務課、パスポート申請窓口、地域政策課、地域振政策部長室、総務課（会計）、電算室、農務課、農村振興課、檜山振興局産業振興部閲覧所
- 1階 - 税務課、環境生活課、保健福祉室社会福祉課、檜山南部地区水産技術普及指導所、函館建設管理部江差出張所、森林室、行政情報コーナー、道民相談室、展示ホール
- 地下1階

### 上川総合振興局
- 4階 - 自治労全道庁上川総支部

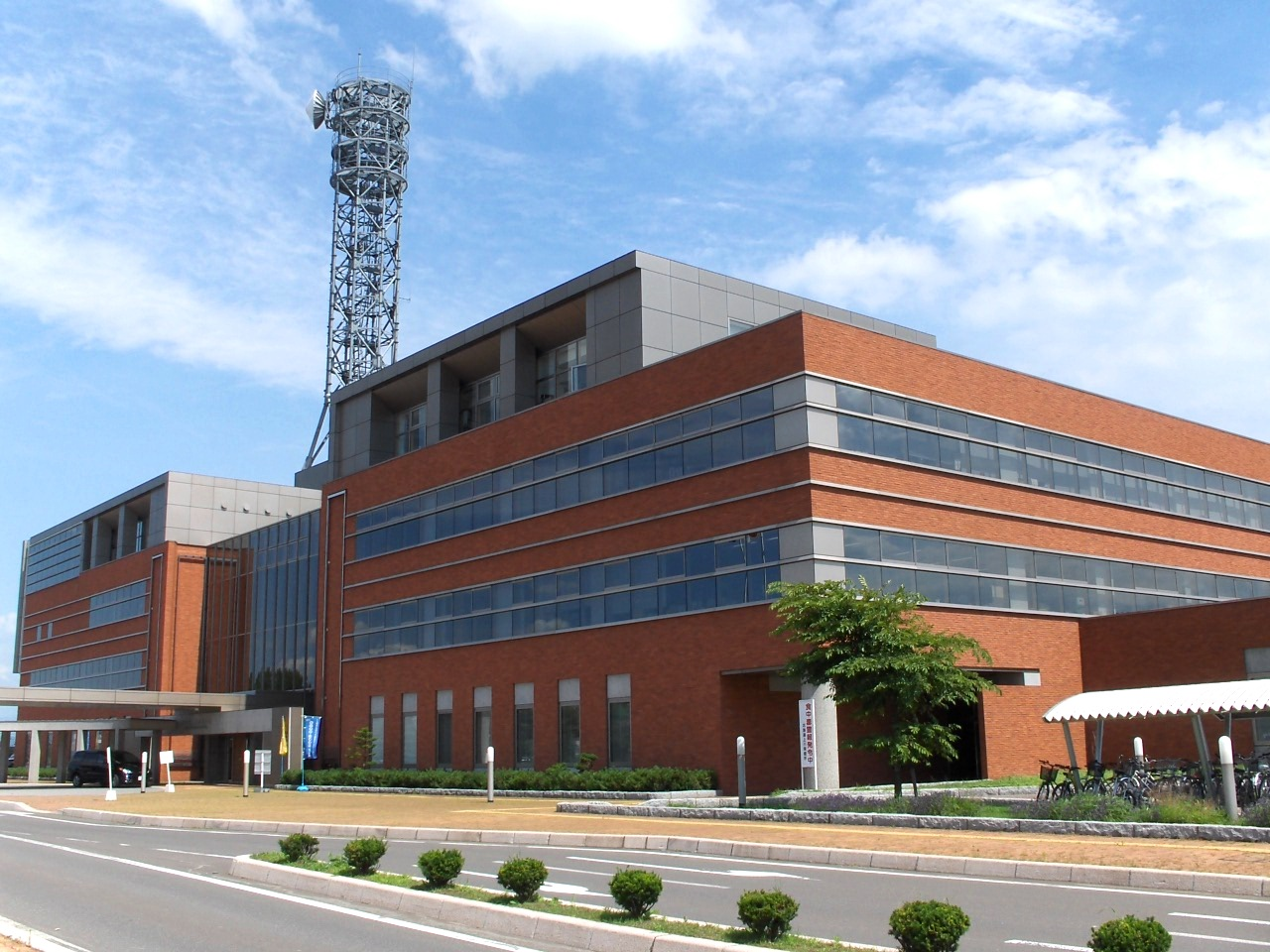
上川総合振興局

- 3階 - 旭川建設管理部、治水課、道路課、地域調整課、管理課、用地課、入札契約課、建設行政課、事業室長室、用地管理室長室、副局長室、建設管理部長室、閲覧室、整備課、調整課、農務課、産業振興部長室、上川教育局、局長室、次長室、指導主幹室、講堂
- 2階 - 総合振興局長室、副局長室、総務課、パスポート窓口、保健環境部長室、環境生活課、地域政策課、地域政策部長室、総務課（会計）、商工労働観光課、林務課、建設指導課、閲覧室（林務課・環境生活課）、南部森林室、室長室、記者クラブ、町村会事務局
- 1階 - 産業振興部閲覧室、政策会議室、検査室、計量検定所旭川支所、社会福祉課、納税課、課税課、保健福祉室（上川保健所）、室長室、次長室、相談室、診察室、栄養相談室、歯科相談室、社会福祉協議会、大雪カムイミンタラホール、道民の室、道民相談室、行政情報コーナー、道税窓口

### 留萌振興局

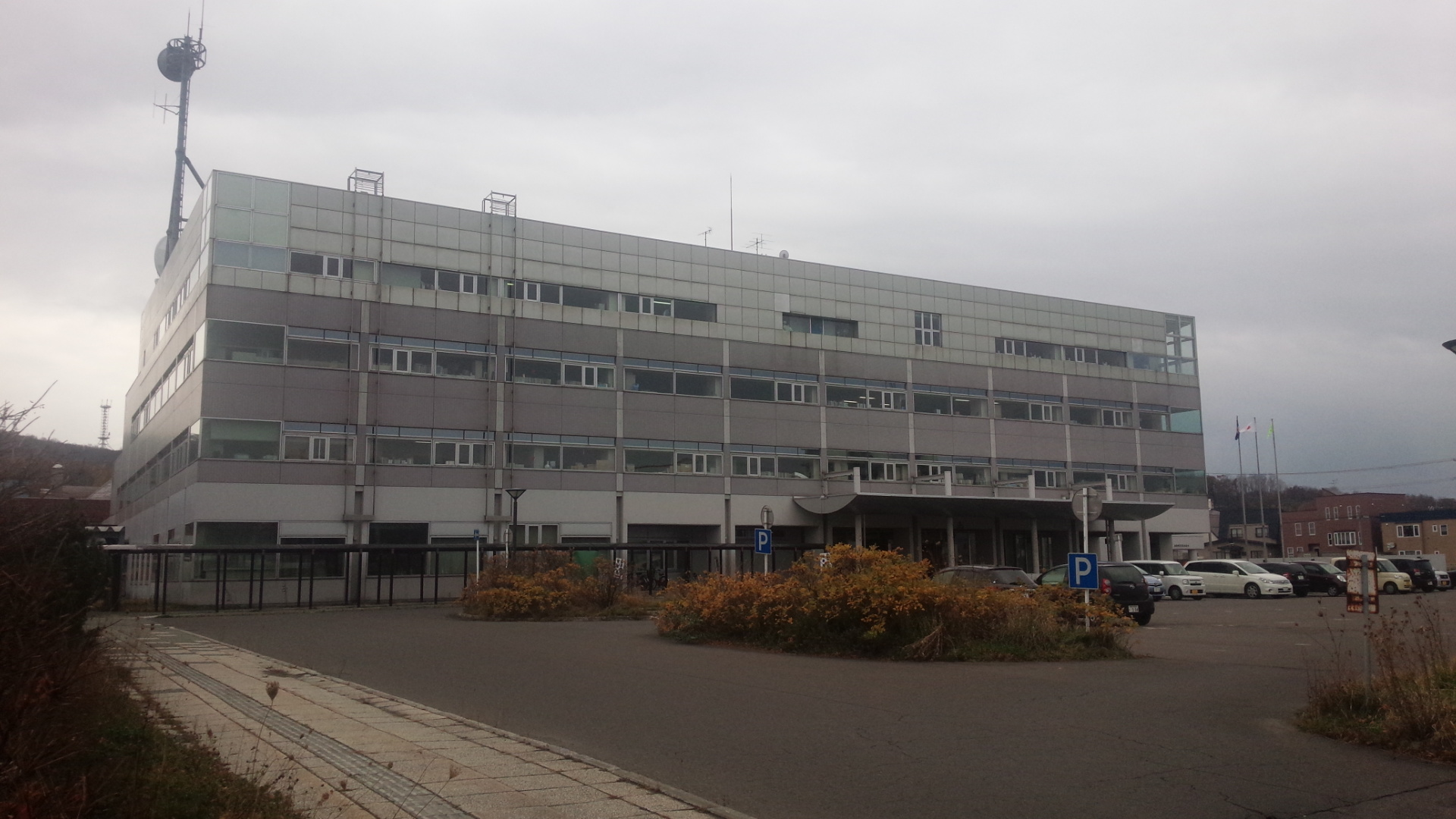
留萌振興局

- 4階 - 労働組合、留萌教育局、局長室、次長室、図書室、町村会
- 3階 - 農務課、留萌建設管理部[4]・総務課・建設指導課・工事契約課・企画調整室・用地課・管理課・道路建設課・治水課・事業課、所長室、副所長兼企画総務部長・管理部長・事業部長室、留萌森づくりセンター、所長室
- 2階 - 振興局長室、副振興局長兼留萌保健福祉事務所長室、地域振興部長室、産業振興部長室、参事（地域調整）室、総務課・パスポート窓口、総務課（会計）、地域政策課、商工労働観光課、林務課、水産課、留萌海区漁業調整委員会、農村振興課、講堂、記者クラブ
- 1階 - 留萌農業改良普及センター南留萌支所、環境生活課、社会福祉協議会、留萌南部地区水産技術普及指導所、母子相談室、栄養相談室、健康づくりセンター、歯科相談室、一般相談室、留萌保健福祉事務所保健福祉部社会福祉課、税務課、留萌保健福祉事務所保健福祉部留萌保健所、部長室、道民ホール、閲覧室

### 宗谷総合振興局

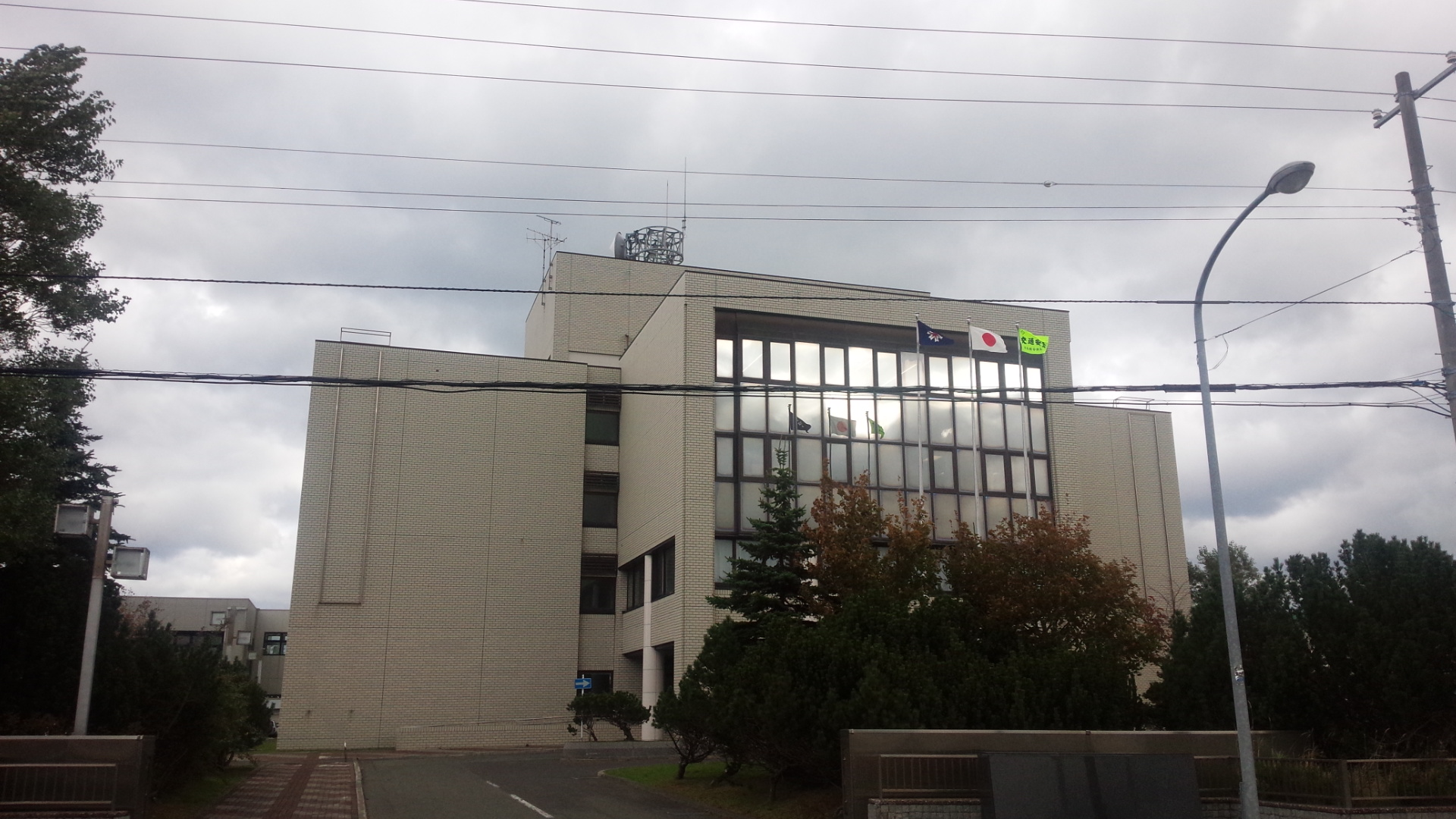
宗谷総合振興局

- 本館4階 - 道路課、治水課、農村振興課分室、旭川高等技術専門学院稚内分校、宗谷教育局、局長室、次長室、労働組合、医務室
- 本館3階 - 農務課、農村振興課、町村会、副局長室、稚内建設管理部部長・用地管理室長・事業室長室、閲覧室、建設行政課、入札契約課、用地課、管理課
- 本館2階 - 総合振興局長室、副局長室、地域政策部長室、総務課、環境生活課、地域政策課、林務課、水産課、宗谷海区漁業調整委員会、講堂、記者クラブ、保健福祉室（稚内保健所）
- 本館1階 - 商工労働観光課、稚内地区水産技術普及指導所、建設指導課、社会福祉法人北海道社会福祉協議会宗谷地区事務所、産業振興部長室、税務課、社会福祉課、社会福祉課相談室、道民の室、道政相談室、行政情報コーナー、道民ギャラリー
- 別館2階 - 母子相談室、理化学実験室、栄養相談室、歯科相談室、試験検査室
- 別館1階 - 保健福祉室（稚内保健所）、保健環境部長室、保健福祉室長室、次長室、保健福祉企画課、健康増進課、子ども・保健推進課、生活衛生課

### オホーツク総合振興局

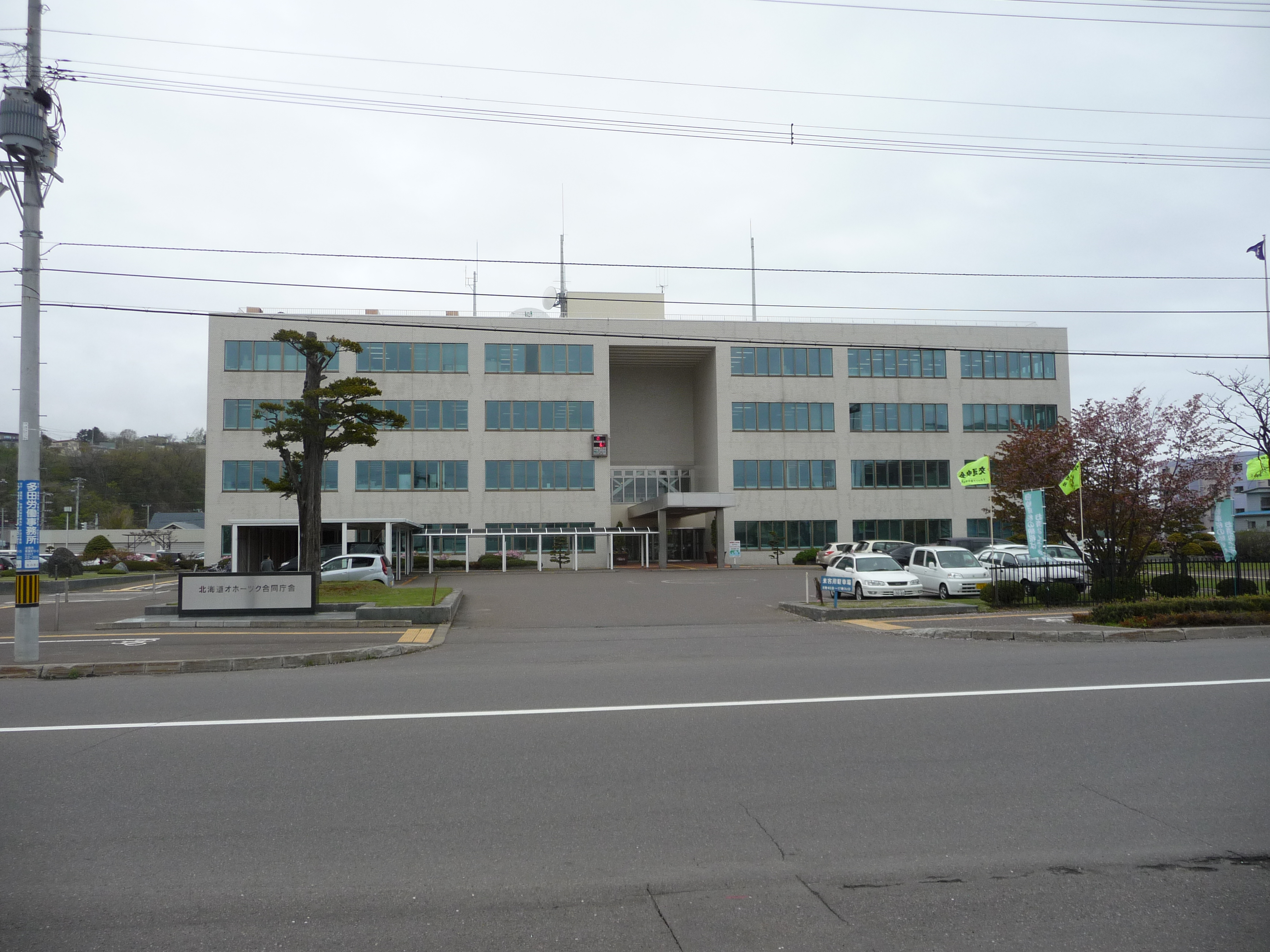
オホーツク総合振興局

- 4階 - 建設指導課、林務課、商工労働観光課、産業振興部長室、農務課、整備課、調整課、水産課、網走農業改良普及センター網走支所、網走東部地区水産技術普及指導所、閲覧室
- 3階 - 副局長室（建設）、管理部長室、用地管理室長室、事業室長室、建設行政課、入札契約課、地域調整室、用地課、管理課、道路課、治水課、事業課、講堂、入札縦覧室、網走地域健康づくりセンター、自治労全道庁労働組合
- 2階 - 総合振興局長室、副局長室（3部）、総務課、旅券発行室、地域政策課、地域政策部長室、環境生活課、オホーツク町村会事務局、オホーツク教育局、局長室、次長室、記者室
- 1階 - 検査室、社会福祉協議会網走地区事務所、母子相談室、健康相談室、保健福祉室、保健福祉室社会福祉課、保健環境部長室、衛生相談室、行政情報コーナー、交通事故相談所、オホーツク圏観光連盟、税務課、道民ホール

### 十勝総合振興局

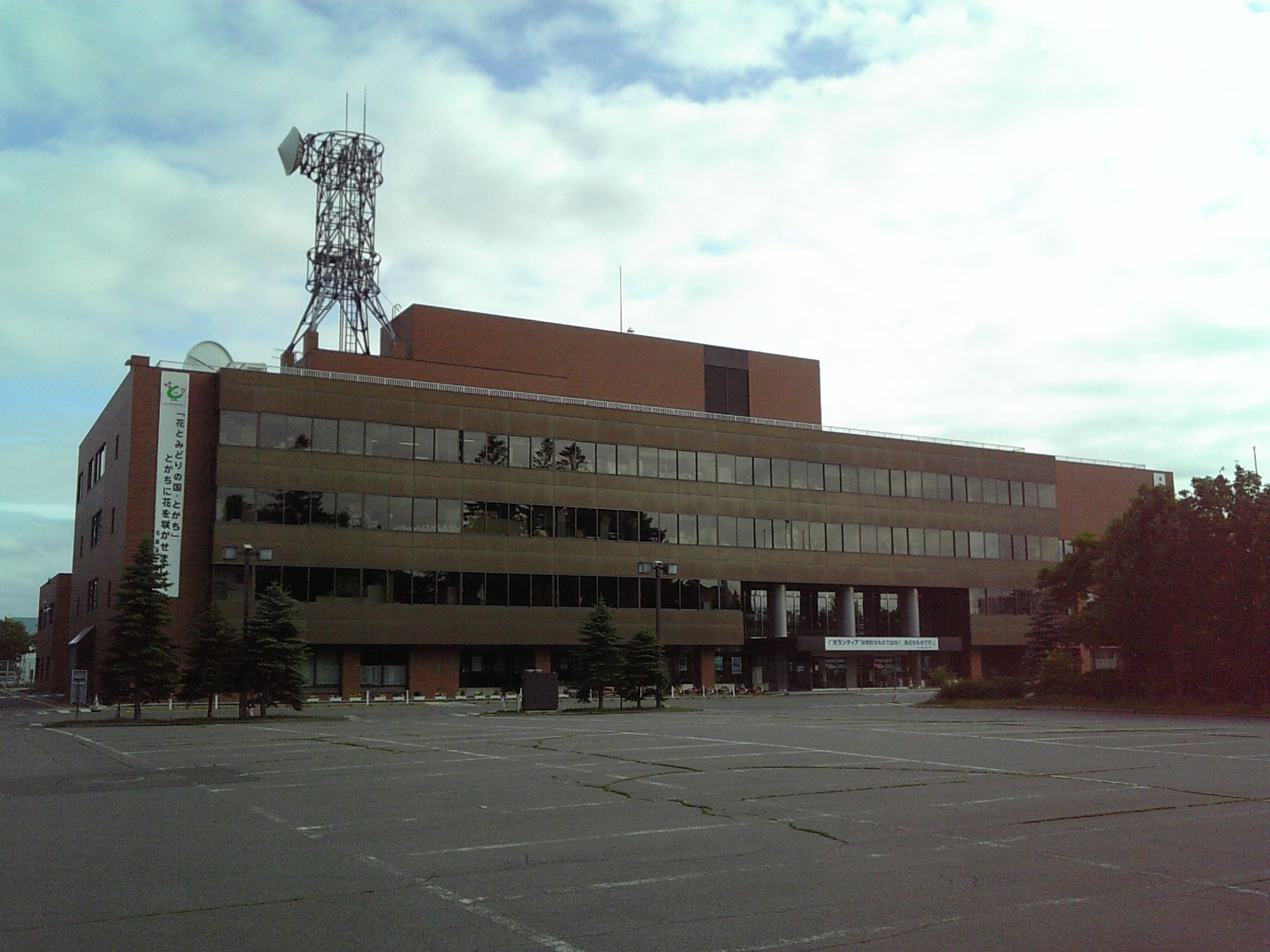
十勝総合振興局

- 4階 - 十勝教育局、局長室、次長室、帯広建設管理部建設指導課、労組室、印刷室、図書室、十勝市町村税滞納整理機構
- 3階 - 調整課、整備課、農務課、環境生活課、事務室、十勝健康づくりセンター、記者室、町村会事務室、研修図書室、講堂
- 2階 - 総合振興局長室、副局長室、地域政策部長室、地域政策課、とかち魅力発信推進室、総務課、総務課(会計)、保健環境部長室、産業振興部長室、商工労働観光課、林務課、水産課、帯広建設管理部（建設行政課・入札契約課・用地課・管理課・地域調整課・道路課・治水課）、副局長室（建設管理部担当）、帯広建設管理部長室、用地管理室長室、事業室長室
- 1階 - 技監室、保健環境部保健福祉室（帯広保健所）、保健環境部保健福祉室社会福祉課、福祉相談室、保健環境部保健福祉室生活衛生課、母子健康相談室、栄養相談室、診察室、税務相談室、納税課、課税課、文書収発室、道民の室、道民ホール、帯広建設管理部事業課
- 地下1階

### 釧路総合振興局

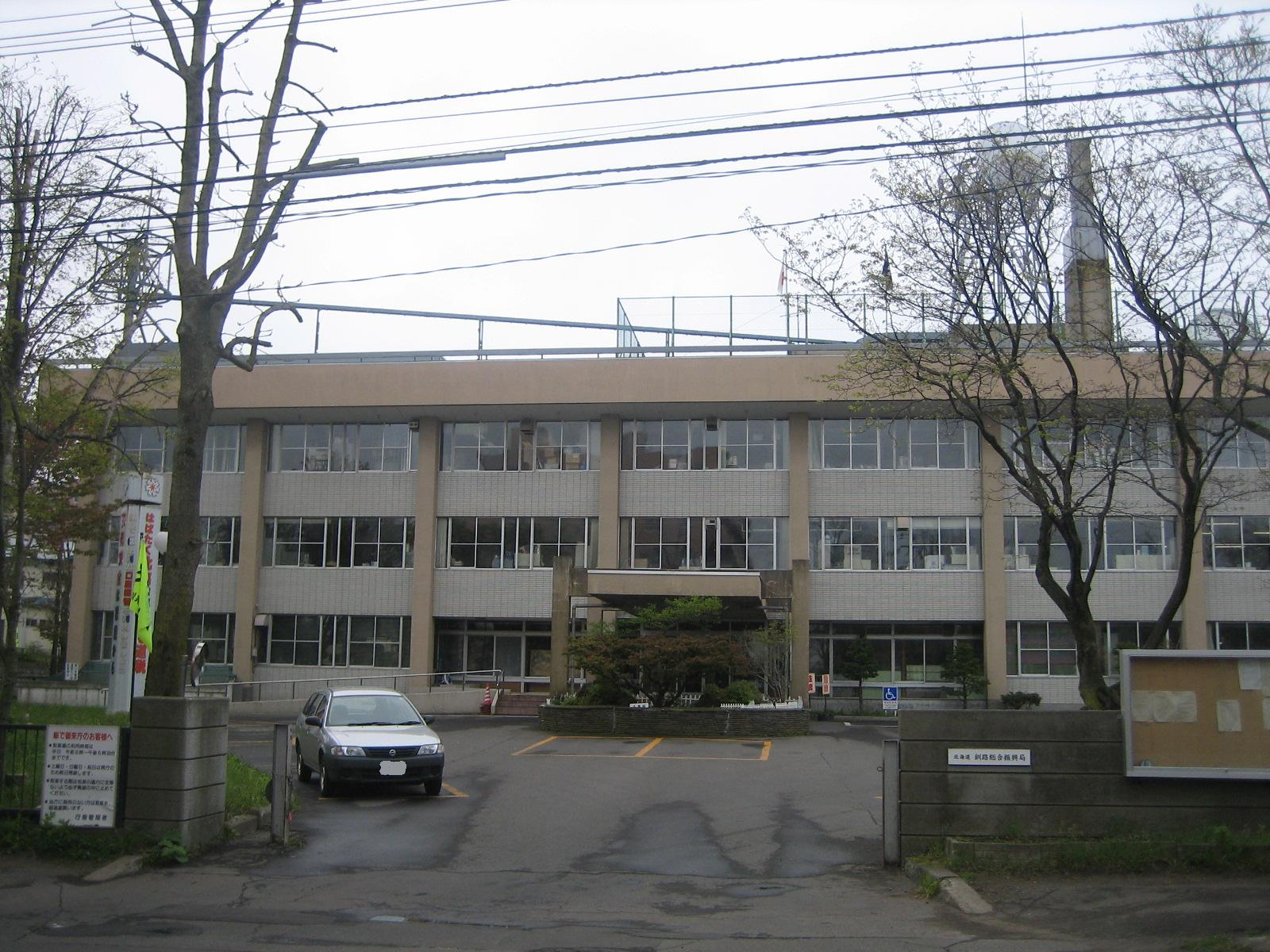
釧路総合振興局

- 3階 - 地域政策部長室、地域政策課、くしろ地域支援室、環境生活課、林務課、建設指導課、閲覧室
- 2階 - 局長室、副局長室、保健環境部長室、総務課、パスポート受付、農村振興課、農務課、産業振興部長室、町村会室、記者室、商工労働観光課、野生生物室
- 1階 - 課税課、納税課、交通安全相談室、道民相談室、社会福祉課、相談室、水産課、医務室、社会福祉協議会、職員組合、道税窓口
- 地下1階

### 根室振興局

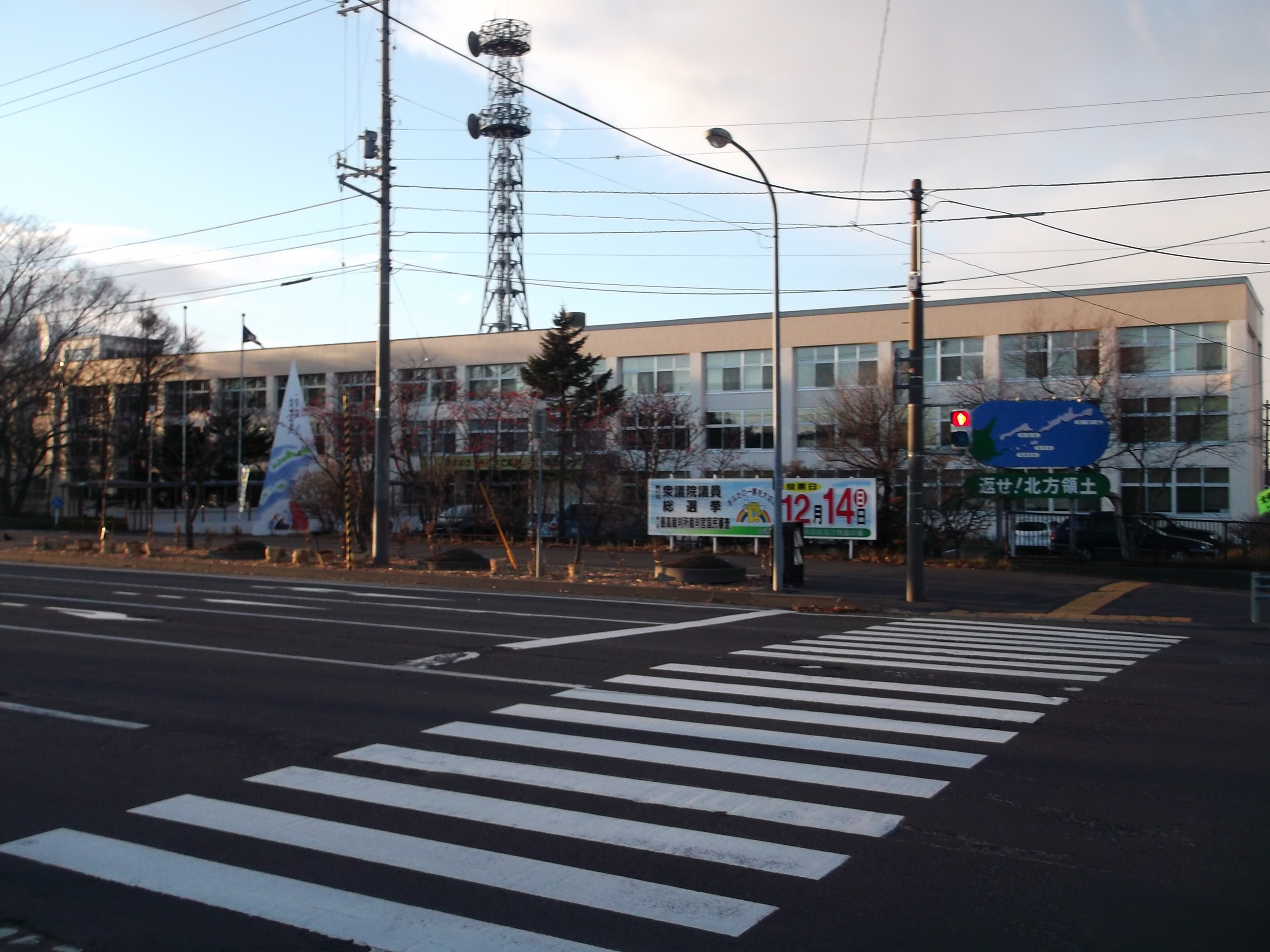
根室振興局

- 3階 - 根室教育局、局長室、林務課、農村振興課、労働組合、図書室
- 2階 - 振興局長室、副局長室、地域政策部長室、保健環境部長室、総務課、旅券申請コーナー、閲覧室、記者室、環境生活課、農務課、建設指導課、町村会事務室、北方領土対策根室地域本部、地域政策課、地域振興部主幹
- 1階 、水産課、商工労働観光課、産業振興部長室、社会福祉課、根室海区漁業調整委員会、道民ホール、道民の室、道民相談室、行政情報コーナー

## 所在地・交通アクセス
- 本庁舎 - 北海道札幌市中央区北3条西6丁目
- 別館 - 札幌市中央区北3条西7丁目
- 別館西棟 - 札幌市中央区北3条西7丁目
  - JR 札幌駅 西通り南口（徒歩約8分）
  - 札幌市営地下鉄 さっぽろ駅 10番出口（徒歩約4分）
  - 札幌市営地下鉄 大通駅 2番出口（徒歩約9分）

### 総合振興局・振興局
- 空知総合振興局 - 岩見沢市8条西5丁目
  - JR岩見沢駅から駅前通りを南へ徒歩約15分
  - JR岩見沢駅南側の北海道中央バスターミナル3番乗り場から乗車、「市民会館前」下車
- 石狩振興局 - 札幌市中央区北3条西7丁目
  - 交通アクセスは別館と同じ
- 後志総合振興局 - 虻田郡倶知安町北1条東2丁目
  - JR倶知安駅徒歩約10分
  - ニセコバス 倶知安十字街
- 胆振総合振興局 - 室蘭市海岸町1丁目4番1号 むろらん広域センタービル
  - JR室蘭駅 徒歩4分
  - 道南バス 「中央町」バス停から徒歩2分
  - 道南バス・北海道中央バス 「産業会館前」バス停から徒歩3分
- 日高振興局 - 浦河郡浦河町栄丘東通56
  - JR浦河駅下車徒歩10分
  - ジェイ・アール北海道バス・道南バス支庁前下車徒歩3分
- 渡島総合振興局 - 函館市美原4丁目6-16
  - 函館バス 函館駅前 - 五稜郭 -（美原台経由）- 昭和ターミナル行き美原4丁目（渡島合同庁舎前）
  - 函館バス 五稜郭駅前 - 昭和 - 昭和ターミナル - 亀田支所バス停から徒歩10分
  - 函館バス 五稜郭駅前 - ガス会社前 - 五稜郭 - 亀田支所バス停から徒歩10分
- 檜山振興局 - 檜山郡江差町字陣屋町336-3
  - 函館バス支庁裏下車徒歩1分
- 上川総合振興局 - 旭川市永山6条19丁目
  - 道北バス 永山2条19丁目(上川支庁前)下車
  - 道北バス 永山6条18丁目下車
  - JR永山駅降車後、徒歩約10分
- 留萌振興局 - 留萌市住之江町2丁目1番地2
  - JR留萌駅から停車場線を国道231号方面へ、国道231号を深川方面へ徒歩約12分
  - 北海道中央バスターミナル、沿岸バス留萌駅前停留所からも同様に徒歩で約12分（北海道中央バスの場合、合同庁舎前で下車）
- 宗谷総合振興局 - 稚内市末広4丁目2-27
  - JR南稚内駅から徒歩約25分
  - 宗谷バス市内線「南駅前」乗車し「潮見3丁目」で下車
- オホーツク総合振興局 - 網走市北7条西3丁目
  - JR網走駅から徒歩12分
  - 網走バス「オホーツク合同庁舎前」、網走観光交通「支庁前」下車
- 十勝総合振興局 - 帯広市東3条南3丁目
  - 十勝バス 循環線東・西廻り「東3条6丁目」下車
  - 十勝バス 音更線ほか「西2条1丁目」下車
  - 十勝バス 環状線きた廻り「神社前」下車
  - 十勝バス 水光線「十勝支庁前」下車
  - 拓殖バス 一中線ほか「西2条1丁目」下車
- 釧路総合振興局 - 釧路市浦見2丁目2番54号
  - JR釧路駅からくしろバス乗車 「釧路三慈会病院」下車
- 根室振興局 - 根室市常盤町3丁目28番地
  - JR根室駅より徒歩5分
  - 根室駅前バスターミナルから徒歩5分

- 空知総合振興局
- 石狩振興局
- 後志総合振興局
- 胆振総合振興局
- 日高振興局
- 渡島総合振興局
- 檜山振興局
- 上川総合振興局
- 留萌振興局
- 宗谷総合振興局
- オホーツク総合振興局
- 十勝総合振興局
- 釧路総合振興局
- 根室振興局